# Goutz
Goutz är en kommun i departementet Gers i regionen Occitanien i sydvästra Frankrike. Kommunen ligger i kantonen Fleurance som tillhör arrondissementet Condom. År 2022 hade Goutz 213 invånare.

## Befolkningsutveckling
Antalet invånare i kommunen Goutz
Referens:INSEE